# Polemon griseiceps
Polemon griseiceps är en ormart som beskrevs av Laurent 1947. Polemon griseiceps ingår i släktet Polemon och familjen Atractaspididae. Inga underarter finns listade i Catalogue of Life.
Denna orm förekommer i södra Kamerun, i Kongo-Brazzaville och i Centralafrikanska republiken. Arten lever i kulliga områden och i bergstrakter mellan 500 och 1250 meter över havet. Habitatet utgörs av savanner och av fuktiga skogar. Individerna gräver i lövskiktet och i det översta jordlagret. Honor lägger ägg.
Hela populationen antas vara stor. IUCN listar arten som livskraftig (LC).